# Timbedra (departement)
Timbedra är ett departement i Mauretanien.   Det ligger i regionen Hodh Ech Chargui, i den södra delen av landet, 900 km öster om huvudstaden Nouakchott.